# Italiaans-Libië
Italiaans-Libië (Italiaans: Libia italiana) was van 1911 tot 1943 een Italiaanse kolonie in het huidige Libië. Italië had in 1911 in de Italiaans-Turkse Oorlog de Ottomaanse provincies Cyrenaica, Tripolitanië en Fezzan veroverd. In 1934 werden de provincies samengevoegd tot één kolonie. De hoofdstad van Italiaans-Libië was Tripoli.

## Libische pacificatie
De pacificatie van Libië of Tweede Italiaanse-Senussi Oorlog was een langdurig conflict waar Italiaanse koloniale troepen (in meerderheid samengesteld uit Libiërs, Eritreërs en Somaliërs) streden tegen inheemse rebellen van de Senussi-orde. De oorlog duurde van 1923 tot 1932, toen de belangrijkste Senussileider, Omar Mukhtar, werd gevangen en geëxecuteerd.  De "pacificatie" resulteerde in een genocide op de inheemse bevolking in Cyrenaica, met mogelijk 225.000 slachtoffers. Italië heeft tijdens het conflict meerdere oorlogsmisdaden gepleegd, waaronder het gebruik van chemische wapens, de weigering om krijgsgevangenen te nemen, en massale executies van burgers. Talloze Bedoeïenen werden verdreven, en hun nederzettingen aan Italiaanse kolonisten overgedragen. 

## Tweede Wereldoorlog
In 1943, tijdens de Tweede Wereldoorlog, verdreef het Britse leger de Italianen en hun Duitse bondgenoten uit de kolonie. De provincies Tripolitanië en Cyrenaica in het noorden en oosten kwamen onder Brits militair bestuur, terwijl in het westen Fezzan onder Frans militair bestuur viel. Dit ging door als een mandaat van de Verenigde Naties tot 1950. In 1951 ontstond uit de drie provincies het Koninkrijk Libië.

## Staatkundige indeling
- Tripoli (provincie), hoofdplaats Tripoli.
- Benghazi (provincie), hoofdplaats Benghazi.
- Derna (provincie), hoofdplaats Derna.
- Misrata (provincie), hoofdplaats Misrata.
- Territorio Sahara Libico ("Zuidelijk Militair Gebied"), hoofdplaats Houn.

## Lijst van gouverneurs van Italiaans-Libië
- Emilio De Bono (1925-1929)
- Pietro Badoglio (1929-1934)
- Italo Balbo (1934 - 1940)
- Rodolfo Graziani (1940 - 1941)
- Italo Gariboldi (1941)
- Ettore Bastico (1941 - 1943)
- Giovanni Messe (1943)